# Alternative
Alternative (с англ. — «Альтернатива») — альбом-компиляция британской поп-группы Pet Shop Boys, вышедший в 1995 году, на диске собраны бисайды всех синглов группы 1985—1994 гг. В Великобритании «Alternative» занял 2-е место и стал серебряным.

## Об альбоме
Изначально альбом должен был называться «Besides», однако в последний момент название поменяли на «Alternative». К пластинке шёл буклет с интервью, в котором Нил Теннант и Крис Лоу рассказывали о создании и истории песен.
Обложка альбома оформлена Марком Фарроу. Самое первое издание альбома вышло с обложкой, на которой представлены голографические изображения лиц участников дуэта.

## Список композиций

### Диск 1
1. «In The Night» — 4:50
2. «A Man Could Get Arrested» (12" Mix) — 4:19
3. «That’s My Impression» (Disco Mix) — 5:15
4. «Was That What It Was?» — 5:15
5. «Paninaro» — 4:40
6. «Jack The Lad» — 4:32
7. «You Know Where You Went Wrong» — 5:52
8. «A New Life» — 4:56
9. «I Want A Dog» — 4:59
10. «Do I Have To?» — 5:14
11. «I Get Excited (You Get Excited Too)» — 4:55
12. «Don Juan» — 3:55
13. «The Sound Of The Atom Splitting» (Extended Mix) — 5:13
14. «One Of The Crowd» — 3:57
15. «Your Funny Uncle» — 2:15

### Диск 2
1. «It Must Be Obvious» — 4:34
2. «We All Feel Better In The Dark» — 4:00
3. «Bet She’s Not Your Girlfriend» — 4:29
4. «Losing My Mind» — 4:34
5. «Music For Boys» — 3:36
6. «Miserablism» — 4:11
7. «Hey, Headmaster» — 3:07
8. «What Keeps Mankind Alive?» — 3:24
9. «Shameless» — 5:03
10. «Too Many People» — 4:17
11. «Violence» (Hacienda version) — 4:59
12. «Decadence» — 3:57
13. «If Love Were All» — 2:59
14. «Euroboy» — 4:28
15. «Some Speculation» — 6:35

## Высшие позиции в хит-парадах
| Страна         | Высшая позиция |
| -------------- | -------------- |
| Великобритания | 2              |
| Швеция         | 14             |
| Финляндия      | 17             |
| Швейцария      | 19             |
| Германия       | 28             |
| Австрия        | 33             |
| Нидерланды     | 34             |
| Бельгия (Ф)    | 44             |
| Бельгия (Г)    | 44             |
| США            | 103            |